# Kanton Saint-Auban
Kanton Saint-Auban (fr. Canton de Saint-Auban) je francouzský kanton v departementu Alpes-Maritimes v regionu Provence-Alpes-Côte d'Azur. Tvoří ho 13 obcí.

## Obce kantonu
- Aiglun
- Amirat
- Andon
- Briançonnet
- Caille
- Collongues
- Gars
- Le Mas
- Les Mujouls
- Saint-Auban
- Sallagriffon
- Séranon
- Valderoure